# Елі Дюкоммен
Елі Дюкоммен (фр. Élie Ducommun, 19 лютого 1833, Женева, Швейцарія — 7 грудня 1906, Берн, Швейцарія) — швейцарський журналіст, борець за мир, лауреат Нобелівської премії миру 1902 року (спільно з Шарлем Альбером Гоба).

## Біографія
Був молодшим з трьох дітей в сім'ї годинникаря. Попри відсутність вищої освіти, вже в 17 років став домашнім вчителем в багатій сім'ї. Через три роки почав викладати в школі, а ще через два роки став редактором журналу «Женевський огляд» (фр. Revue de Geneve). Його діяльність у журналі дозволила йому обійняти в 1857 році посаду віце-канцлера, а через п'ять років — канцлера кантони Женеви.
У 1865 році, після переїзду до Берна, заснував журнал «Прогрес». Починаючи з 1868 року був редактором інформаційного бюлетеня «Сполучені штати Європи» (фр. Les États-Unis d’Europe), який видавався Міжнародною лігою світу та свободи. У 1891 році спільно з Шарлем Альбером Гоба став засновником Міжнародного бюро світу, яке координувало дії європейських пацифістських організацій. За цю діяльність засновники бюро були удостоєні в 1902 році Нобелівської премії миру.
Елі Дюкоммен був також поетом і перекладачем. У 1886 році опублікував книгу віршів «Останні посмішки» (фр. Derniers Sourires). Крім того, був генеральним секретарем залізниці, Юра—Берн—Люцерн з 1875 року і до викупу її державою у 1903 році. Саме ця діяльність була для Дюкоммена основним джерелом доходу.  
Помер 7 грудня 1906 року в Берні.